# Умершие в августе 1997 года
Это список известных людей, соответствующих установленным критериям значимости (см. Википедия:Критерии значимости персоналий), умерших в августе 1997 года.
Причина смерти указывается лишь в исключительных случаях (убийство, самоубийство, гибель в результате военных действий, смертная казнь, ДТП или несчастные случаи). В остальных случаях — не указывается.
- 1 августа — Лоренс Александр Сидни Джонсон (72) — австралийский ботаник.
- 1 августа — Захар Онищук (81) — советский и украинский учёный-правовед.
- 1 августа — Святослав Рихтер (82) — советский и русский пианист.
- 2 августа — Уильям Берроуз (83) — американский писатель.
- 2 августа — Джеймс Крюс (71) — немецкий детский писатель и поэт.
- 4 августа — Жанна Кальман (122) — старейшая из когда-либо живших на Земле людей, чьи даты рождения и смерти точно известны.
- 4 августа — Виктор Иванов (77) — участник Великой Отечественной войны, Герой Советского Союза.
- 4 августа — Арутюн Карапетян (74) — биолог, доктор медицинских наук, профессор.
- 5 августа — Николай Морев (79) — участник Великой Отечественной войн, Герой Советского Союза.
- 5 августа — Владимир Сентюрин (79) — участник Великой Отечественной войн, Герой Советского Союза.
- 6 августа — Юрген Кучинский (92) — немецкий экономист и историк, советский разведчик.
- 8 августа — Владимир Емелин (84) — участник Великой Отечественной войн, Герой Советского Союза.
- 10 августа — Дмитрий Банный — советский шахматный композитор.
- 10 августа — Евгений Чумаков (76) — советский самбист, четырёхкратный чемпион СССР по самбо.
- 11 августа — Борис Деревянко (58) — советский и украинский публицист.
- 11 августа — Никифор Марков (81) — участник Великой Отечественной войн, Герой Советского Союза.
- 14 августа — Борис Андреев (79) — советский и украинский боксёр и тренер.
- 14 августа — Пётр Гульев (72) — Полный кавалер Ордена Славы.
- 14 августа — Василий Турченков (75) — советский актёр театра.
- 15 августа — Ида Герхардт (92) — нидерландская поэтесса и переводчица.
- 16 августа — Булат Минжилкиев (57) — советский киргизский оперный певец, педагог. Народный артист СССР.
- 16 августа — Нусрат Фатех Али Хан (48) — пакистанский певец, в основном исполнявший музыку в суфийском стиле каввали.
- 16 августа — Жак Полле (Jacques Pollet) (75) — французский автогонщик «Формулы 1» 50-х годов[1].
- 18 августа — Михаил Маневич (36) — российский экономист и политический деятель, вице-премьер правительства Санкт-Петербурга; убийство.
- 18 августа — Мария Примаченко (88) — украинская народная художница.
- 18 августа — Николай Симоненко (76) — Полный кавалер Ордена Славы.
- 21 августа — Юрий Никулин (75) — артист эстрады и кино, народный артист СССР (1973), Герой Социалистического Труда (1990).
- 23 августа — Елена Майорова (39) — советская и российская актриса театра и кино, заслуженная артистка РСФСР (1989).
- 23 августа — Джон Кендрю (80) — английский биохимик, специалист в области молекулярной биологии, член Лондонского королевского общества (с 1960).
- 24 августа — Луиджи Виллорези (88) — итальянский автогонщик, двукратный победитель Targa Florio, пилот Формулы-1 и 24 часов Ле-Мана, один из первых пилотов Scuderia Ferrari.
- 24 августа — Льюис Эссен (88) — английский физик, создатель кварцевых и атомных часов.
- 25 августа — Евгений Евсеев (78) — майор Советской Армии, участник Великой Отечественной войн, Герой Советского Союза.
- 25 августа — Иван Морозов (83) — участник Великой Отечественной войн, Герой Советского Союза.
- 25 августа — Виктор Шубин (78) — Герой Социалистического Труда.
- 26 августа — Анна Синилкина (78) — спортивный функционер, директор Дворца спорта олимпийского комплекса «Лужники».
- 27 августа — Михаил Бажанов (77) — участник Великой Отечественной войны, полный кавалер ордена Славы.
- 27 августа — Пётр Тисменецкий (73) — участник Великой Отечественной войны, полный кавалер ордена Славы.
- 27 августа — Кирилл Штирбу (82) — советский молдавский актёр.
- 28 августа — Георгий Войткевич (77) — геолог, геохимик, доктор геолого-минералогических наук.
- 30 августа — Фрунзе Довлатян (70) — советский армянский актёр,народный артист СССР.
- 30 августа — Мавлет Хилажев (81) — Полный кавалер ордена Славы.
- 31 августа — принцесса Диана (36) — первая жена принца Уэльского Чарльза, наследника британского престола; погибла в автокатастрофе в Париже.
- 31 августа — Доди Аль-Файед (42) — продюсер, сын египетского миллиардера Мохаммеда аль-Файеда; автокатастрофа.
- 31 августа — Виктор Васильев (76) — советский писатель, обозреватель газеты «Советский спорт».
- 31 августа — Нана Месхидзе (61) — грузинская художница.